# Куин Мери (линеен крайцер, 1912)
Куин Мери (на английски: HMS Queen Mary) е линеен крайцер на Британския кралски флот, от времето на Първата световна война.
Планиран е като трети кораб от типа „Лайън“, но поради направените в конструкцията изменения от редица специалисти се определя като отделен тип. Кулите за 343-мм оръдия са приспособени за използване на по-тежките 635-кг снаряди. Проектната водоизместимост нараства с 650 тона, и за съхраняването на същата скорост, която има и у „Лайън“, мощността на силовата установка е увеличена с 5000 к.с. Също са направени незначителни изменения в схемата на бронирането.
Участва в боя в Хелголандския залив. Поради ремонт пропуска сражението при Догер банк. Потопен е от огъня на германските линейни крайцери „Дерфлингер“ и „Зайдлиц“ на 31 май 1916 г. в хода на Ютландското сражение.

## История на създаването
Линейният крайцер от програмата за 1910 – 1911 г. първоначално е планиран като трети кораб от типа „Лайън“. Обаче, тъй като в проекта са направени ред усъвършенствания, той се определя като отделен тип. Формално се явява крайцерският еквивалент на линкорите „Кинг Джордж V“. В сравнение с „Лайън“ водоизместимостта е увеличена до 27 000 т и за да се съхрани газенето на предишното ниво, ширината на корпуса е увеличена със 152 мм (6 дюйма). За да се съхрани проектната скорост от 28 възела, мощността на механизмите е увеличена от 70 000 до 75 000 к.с. Направени са неголеми изменения в схемата на брониране, най-съществените от които са бронирането на палубата на полубака по цялата дължина и защитата на носовата батарея на противоминните оръдия със 76-мм броня. Също е изменена формата на носовата надстройка.
През февруари 1911 г. е прието решението да се използват тежащите 635-кг снаряди в 343-мм оръдия, което води до намаляването на запаса водоизместимост с 52 т. В процеса на построяването в проекта също са направени редица изменения. През май 1911 г. е решено да се защити кърмовата бойна рубка с 203-мм броня, което съкратява запаса водоизместимост с още 20 тона. Остатъкът от запаса водоизместимост през април 1912 г. е използван за поставянето на трета помпа в хидравличната система за задвижване на кулите на главния калибър. През декември 1911 г. са анализирани проблемите, възникнали на „Колосус“, „Херкулес“ и „Орион“ поради задимяването на бойния пост на фокмачтата с поставения пред него комин. На „Куин Мери“ е решено да се измени тяхното взаимно разположение. Както и в последващия тип на „Лайън“, мачтата е изнесена пред носовия комин.
|                                   | „Лайън“ (проект, 7 юни 1909) | „Куин Мери“ (проект, 1910) | „Куин Мери“ (при строежа) |
| --------------------------------- | ---------------------------- | -------------------------- | ------------------------- |
| Дължина максимална, м             | 213,36                       | 213,36                     | 213,38                    |
| Дължина между перпендикулярите, м | 201,168                      | 201,168                    | 201,17                    |
| Ширина максимална, м              | 26,97                        | 27,13                      | 27,14                     |
| Газене средно, м                  | 8,53                         | 8,53                       | 8,42                      |
| Нормална водоизместимост, т       | 26 350                       | 27 000                     | 26 770                    |
| Номинална мощност на СУ, к.с.     | 70 000                       | 75 000                     |                           |
| Проектна максимална скорост, въз. | 28                           | 28                         |                           |
| Екипаж, души                      | 920                          | 999                        |                           |
| Разпределение на теглото, т       |                              |                            |                           |
| Оборудване                        | 760                          | 805                        |                           |
| Въоръжение                        | 3260                         | 3295                       |                           |
| Силова установка                  | 5840                         | 5460                       |                           |
| Запас въглища                     | 1000                         | 1000                       |                           |
| Броня                             | 5930                         | 6575                       |                           |
| Корпус                            | 9460                         | 9765                       |                           |
| Запас водоизместимост             | 100                          | 100                        |                           |
| ВСИЧКО                            | 26 350                       | 27 000                     |                           |

## Конструкция

### Корпус
Проектната нормална водоизместимост на „Куин Мери“ съставлява 27 000 т, с 650 т повече, отколкото при „Лайън“. Фактическата нормална водоизместимост е 26 770 т при средно газене от 8,42 м, пълната водоизместимост съставлява 31 650 т при средно газене 9,65 м. Дължината между перпендикулярите е 201,2 м, по водолинията – 212,9 м, а максималната – 214,4 м за сметка на кърмовия балкон. Дължината по корпуса е като на „Лайън“, – 213,38 м. Ширината на корпуса е 27 м, а максималната – 27,14 м, съотношението дължина към ширина е 7,9. Височината на надводния борд при проектната водоизместимост в носовия край съставя 9,14 м, на мидъла е 7,62 м и 5,79 м в кърмовия край. При проектната водоизместимост увеличаването на газенето с 1 см съответства на увеличение във водоизместимостта с 39 тона.
Разчетната метацентрична височина при проектната нормална водоизместимост съставлява 1,44 м. Фактически при нормалната водоизместимост тя съставлява 1,52 м, а при пълен товар без нефт е 1,55 м, с нефт – 1,81 м. В отличие от овалния среден комин при „Лайън“, на „Куин Мери“ той е кръгъл. На „Куин Мери“ изначално са поставени противоторпедни мрежи, съхранили се до гибелта през 1916 г.
Крайцерът има шестнадесет бойни прожектори с диаметър 610 мм. Прожекторите са разположени по двойки. На носовата надстройка има две двойки на крилата на средния мостик и две двойки на крилата на долния. Останалите четири двойки са поместени на защитени от козирки от дулния пламък кронщейни пред кърмовия комин.
Морските офицери са много недоволни от практиката за поместването на офицерските каюти в носовата част на кораба, която започва от „Дредноут“ и „Инвинсибъл“. И на „Куин Мери“ се връщат към старата схема. Каютите на офицерите и каюткомпанията са разположени в кърмата. Също на кърмата е оборудван балкон за разходки. Каютите за старшините и редовия състав са разположени в носовата част. По проект екипажът наброява 999 души. В Ютландското сражение екипажът наброява 1278 души, в т.ч. 60 офицера.

### Въоръжение
Главният калибър се състои от осем 45-калибрени 343-мм оръдия Mk. V. Те са разположени по диаметралната плоскост в четири двуоръдейни кули. Първите две кули са разположени на носа по линейно-терасовидната схема и традиционно за британския флот се обозначават като „A“ и „B“. Разположената между надстройките в средната част на корпуса кула има обозначението „Q“, а кърмовата – „Y“.
Стволът на оръдието Mk. V е със скрепяване от тел. За разлика от „Лайън“, механизмите за подаване са приспособени за работа с тежките 636-кг снаряди (на „Лайън“ само с олекотените 568-кг). Оръдието дава на 636-кг снаряди начална скорост от 762 м/с. Установките осигуряват ъгъл на възвишение до 20°, което дава максимална далечина от 22 000 м (118 кабелта). При всички кули зарядните погреби са над снарядните. Боекомплектът по проект съставлява 80 снаряда на ствол, всчико 640 снаряда, във военно време той се увеличава до 880 снаряда – по 110 на ствол.
До 1914 г. далечината на действие на куполните прицели се ограничава до ъгъл 15°21′. В началото на 1916 г., преди Ютландското сражение, са поставени специални призматични устройства за „супервъзвишение от 6°“, позволяващи прицелването при максималния ъгъл на възвишение. Далекомерът на „Куин Мери“ изначално е поставен на покрива на носовата бойна рубка, което при „Лайън“ е направено по-късно. По време на ремонт, в началото на 1915 г., на марса на фокмачтата е поставен пост за управление на стрелбата с централно насочване.
Противоминният калибър се състои от 16 102-мм 50-калибрени оръдия BL.Mk. VII в установки P.VI. Осем оръдия са поставени в брониран каземат в носовата надстройка, осем – в кърмовата надстройка. Боекомплектът съставлява по 150 снаряда на ствол. През октомври 1914 г. са поставени 76-мм зенитно оръдие Mk. I и едно 76-мм зенитно оръдие „Хочкис“. При построяването на крайцера са монтирани четири 47-мм салютни оръдия „Хочкис“, които са свалени в началото на 1915 г. Торпедното въоръжение се състои от два 533-мм подводни торпедни апарата с боекомплект от 14 торпеда.

### Брониране
Вертикалното брониране се състои от долен главен и горен броневи пояси. Главният броневи пояс, с ширина 3,5 м, има дебелина от 229 мм и дължина от 116 м, разполагайки се от носовата бойна рубка до вътрешната страна на барбета на кула „Y“. Горният край на пояса върви по главната палуба, на височина от 2,59 м над водолинията при нормална водоизместимост. Долният край влиза под водата на 0,91 м. В носовия край той продължава с пояс със 152-мм дебелина, малко след средата на барбета на кула „B“, а след това стеснявайки се отначало до 127 мм, а след това на 102 мм, без да достига до форщевена. Той се затваря от 102-мм траверсна преграда. При „Лайън“ 152-мм пояс е малко по-дълъг и стига пред барбета на кула „B“. В кърмовия край поясът се стеснява до 127 мм и нататък има дебелина 102 мм, завършвайки на 22,3 м от ахтерхщевена с траверс със 102-мм дебелина. Горният пояс има дебелина 152 мм. В носа той продължава с пояс отначало със 127-мм, а след това със 102-мм дебелина. В кърмата той продължава със 127-мм плочи, завършвайки със 102-мм пояс и траверса със 102-мм дебелина. За разлика от „Лайън“, горният пояс завършва по-рано, отколкото долния, за това, на това място траверсите образуват тераса.
Ако на „Лайън“ носовата батарея противоминни оръдия не е защитена, то на „Куин Мери“ тя вече има отпред 51-мм щитове, със страни 76-мм плочи и отгоре 25-мм покрив. Кърмовата батарея няма брониране. Предната бойна рубка има не овална, а кръгла форма. Дебелината на нейното брониране остава без промяна – стени 254 мм, покрив 76 мм и под 102 мм. Разположеният отгоре на рубката калпак на поста за управление на огъня на главния калибър има кръгова дебелина 76 мм. Комуникационната тръба има дебелина на стените 76 мм. Задната бойна рубка получава брониране – стените имат дебелина 152 мм, покривът 76 мм и настилката на пода 102 мм. Комуникационната тръба има дебелина 102 мм. Кожусите на комините и противоосколъчната преграда на кула „Q“ имат дебелина 19 мм.
Както и на „Лайън“, горната палуба има дебелина 19 – 25,4 мм. Обаче между барбетите на кули „A“ и „B“ тя е увеличена до 51 мм. В отличие от „Лайън“, палубата на полубака почти по цялата си дължина има дебелина 32 мм. Главната бронева палуба е застлана с 25,4-мм броневи плочи и има скосове със същата дебелина. На кърмата, зад барбета на кула „Y“, нейната дебелина заедно със скосовете се увеличава до 32 мм. На носа и кърмата тя завършва с черупковидна бронепалуба с 63,5-мм дебелина.
Челото и страничните стени на кулите на главния калибър имат дебелина 229 мм, а на задната стена – 203 мм. Наклонената част на покрива е с 82-мм дебелина, а на задната хоризонтална част – 64-мм. Настилът на пода в задната част има дебелина от 76 мм. Барбетите имат вътрешен диаметър 8534 мм. Над палубата те имат дебелина от 229 мм. Вътрешната обща част на барбетите на кули „A“ и „B“ и задната част на барбета на кула „Y“ намаляват до 203 мм. Под палубата барбетите имат дебелина 203 мм, а под главната бронева палуба – 76 мм. Погребите за боезапаса се защитават от 38—64-мм екрани.
|  |

### Силова установка
Силовата установка е идентична на „Лайън“, но с увеличение в номиналната мощност до 75 000 к.с., което трябва да обезпечава максималната скорост от 28 възела. В седемте котелни отделения (КО) са разположени 42 водотръбни котела Яроу с тръби голям диаметър и работно налягане на парата от 16,5 кгс/см². Във всяко отделение има по 6 котела. КО № 1 е разположено напречно на кораба и заема дължина 10,4 м. КО № 2 – 5 вървят в две линии по десния и левия борд, всяко заема дължина 15,8 м. Първата група котли, разположени между кули „P“ и „Q“, така, има дължина 42 м. Втората група котелни отделения – № 6 и № 7 – се разполага също в две линии зад кула „Q“ и заема дължина 15,8 м. Всеки котел има инжектори за впръскване на нефт.
Зад котелните са двете разположени побордно машинни отделения. Те заемат дължина 18,9 метра, и във всяко има по един комплект турбини „Парсънс“. Турбините са с директно задвижване на четирите вала с гребни винтове с диаметър 3,7 м. Всеки комплект се състои от турбини за високо и ниско налягане за преден и заден ход. Турбините за преден и заден ход са обединени на един вал. Турбините високо налягане привеждат в движение външните валове, ниското – вътрешните. Турбината за високо налягане включва в себе си степен с турбина за крайцерската скорост, пара към която се подава само при движение на крейсерска скорост. След машинните са разположените в два реда отделения за главните кондензатори с дължина 15,2 м. В тях има и спомагателно оборудване.
Нормалният запас гориво съставлява 1000 т въглища, максималният – 3700 т въглища и 1170 т нефт. При използването само на въглища разчетната далечина на плаването съставлява 3415 морски мили при скорост 17,4 възела и 1645 при 24,9 възела. При използването и на нефт далечината се увеличава до 4970 и 2390 мили съответно.
На 2 юни 1913 г. на мерната миля в Полперо, където дълбочината е само 44 м, „Куин Мери“ развива форсирана мощност от 83 000 к.с., което при средна честота на въртене от 289 об/мин осигурява максималната скорост от 28,17 възела. Очакванията, че благодарение на по-голямата мощност на машините „Куин Мери“ ще има по-голяма скорост в сравнение с „Лайъните“, не се оправдават, и тяхната скорост е практически еднаква.

## Командири на кораба
- От юли 1913 г. – кептън[„Коментари“ 3] Уилям Реджиналд Хол (на английски: William Reginald Hall).[18]
- От октомври 1914 г. – кептън Сесил Ирби Проуз (на английски: Cecil Irby Prowse).[18]

## История на службата
„Куин Мери“ е заложен на 6 март 1911 г. в частната корабостроителница „Палмерс Шипбилдинг“ (Palmers Shipbuilding and Iron Company) в Джароу на Тайн. Корабът е кръстен в чест на кралица Мария, съпругата на Джордж V. Производството на енергетичната установка е поверено на корабостроителницата „Джон Браун“ в Клайдбанк. Крайцерът е спуснат на вода на 20 март 1912 г. Поради вълнения в корабостроителницата строителството постоянно се отлага и крайцерът е достроен едва към август 1913 г. Всичко построяването продължава 29 месеца, от тях стапелният период заема 12 и половина месеца. Стойността на строежа съставлява 2 078 491 фунта стерлинги (20 785 000 златни рубли).
За корабни изпитания крайцерът е готов през март 1913 г., но те започват едва през май. На 30 май 1913 г. по време на 24-часовите ходови изпитания средната мощност съставлява 56 000 к.с., при това крайцерът развива скорост от 27 възела. Изпитанията за максимална скорост се провеждат на мерната миля в Полперо. На 2 юни 1913 г. крайцерът изпълнява осем пробега на максимална мощност. Най-бавен е вторият, когато крайцерът дава мощност 76 500 к.с., което при средна честота на въртене на гребните валове от 283,5 об/мин му осигурява скорост от 27,41 възела. Най-бърз е седмият пробег, когато при мощност от 83 350 к.с. и средни оборот 290,5 об/мин крайцерът развива скорост от 28,465 възела.
След края на изпитанията официално е въведен в строй в Портсмът на 4 септември 1913 г. и влиза в състава на 1-а ескадра крайцери под командването на контраадмирал Дейвид Бийти, държащ флаг на линейния крайцер „Лайън“. През януари 1914 г. ескадрата сменя името си на 1-а ескадра линейни крайцери и от август 1914 г. влиза в състава на Гранд Флийт.
В състава на 1-а ескадра линейни крайцери „Куин Мери“ взема участие на 28 август 1914 г. в сражението в Хелголандския залив. В периода януари – февруари 1915 г. крайцерът преминава планов ремонт в Портсмът, за това не участва в боя при Догер банк.
На 31 май 1916 г. „Куин Мери“ взема участие в Ютландското сражение. В началната фаза на боя авангардът на британския Гранд Флийт под ръководството на Бийти се среща в боя с 1-а разузнавателна група под ръководството на контраадмирал Франц фон Хипер. Британските сили плават в две колони. Отпред са линейните крайцери на 1-а и 2-а ескадри – „Лайън“, „Принцес Роял“, „Куин Мери“, „Тайгър“, „Ню Зеланд“ и „Индифатигъбъл“. След тях в 5-а ескадра линкори на Еван-Томас – четирите бързоходни линкора от типа „Куин Елизабет“ – „Баръм“, „Валиант“, „Уорспайт“ и „Малая“. Германските линейни крайцери оглавява „Лютцов“, след него са „Дерфлингер“, „Зайдлиц“, „Молтке“ и „Фон дер Тан“.
Поради грешка в предаването на сигнала 5-а ескадра линкори закъснява с поворота, извършен от линейните крайцери на Бийти. Британските линейни крайцери плават на скорост около 25 възела, настигайки противника, плаващ с 21 възела. За линкорите, с техните 24 възела, е трудно да настигнат Бийти. За това линейните крайцери на Бийти, когато настигат противника, влизат в бой самостоятелно. Крайцерите на противниците плават с курс на юг, британските кораби вдясно от немските. Първи откриват огън германските крайцери около 15:48 (британско време). Буквално след половин минута им отвръщат британските кораби. При това британците пак, както и при Догер банк, допускат грешка в разпределението на целите. Те са шест против пет противника, за това „Лайън“ и „Принцес Роял“ обстрелват „Лютцов“. „Куин Мери“, плаващ трети, открива огън не по „Дерфлингер“, плаващ втори, а по „Зайдлиц“, който е трети. „Тайгър“, плаващ четвърти, обстрелва „Молтке“. Така вторият кораб в германската линия безпрепятствено стреля по „Принцес Роял“. В германската линия по „Куин Мери“ стреля „Зайдлиц“.
Условията на видимост са благоприятни за немците – британските кораби се намират на светлата половина от хоризонта, а на тяхната стрелба пречи дима от комините, гонен от лекия северозападен бриз. Независимо от това „Куин Мери“ стреля достатъчно точно. При откриването на огъня дистанцията до „Зайдлиц“ е около 15 500 м. „Куин Мери“ стреля с полузалпове (в залп, с по едно оръдие от всяка кула) с бронебойните 635-кг снаряди.
В 15:55 343-мм снаряд на „Куин Мери“ пробива горния пояс на „Зайдлиц“ пред фокмачтата и детонира на 25-мм горна палуба, правейки в нея пробойна 3 × 3 м. Леките конструкции на „Зайдлиц“ имат сериозни повреди, започва наводнение на ред носови отсеци. В 15:57 на дистанция от около 13 200 – 13 700 м втори снаряд пробива барбета на носовата кула на „Зайдлиц“. Осколките от бронята и снаряда подпалват два заряда в бойното отделение, обаче пожарът не се разпространява нататък. Разрушени са механизмите за подаването, задвижването на хоризонталното и вертикалното насочване. Кулата излиза от строй.
В 16:02 в резултат на няколко попадения на „Фон дер Тан“ в последния от британската колона „Индифатигъбъл“, той излиза от строя и след взрив на боезапаса излита във въздуха, потъвайки в течение на няколко минути. Сложното положение на британските крайцери е спасено от това, че в 16:10 последните в германската колона „Фон дер Тан“ и „Молтке“ откриват огън пристигналите линкори на 5-а ескадра. В промеждутъка между 16:00 и 16:10 снаряд на „Куин Мери“ детонира във водата близо до борда на „Зайдлиц“ в района на барбета на дясната бордова кула. На протежение 12 м бронята е смачкана навътре и започва бавно наводняване на разположените зад нея отсеци. В 16:17 четвърти снаряд се взривява в района на 150-мм оръдие № 6 на стика на броневите плочи на горния брониран пояс с дебелина 230 мм и 200-мм плоча на каземата. Осколките проникват вътре и водят до редица разрушения. 150-мм оръдие е извадено от строй.
Данните за попаденията до този момент в „Куин Мери“ не са точни, но видимо има около четири попадения от „Зайдлиц“, най-същественото от които е попадението в района на носовата батарея 102-мм оръдия, довело до запалване на част от боезапаса.
В 16:17 „Принцес Роял“ се обвива в дим, и „Дерфлингер“ пренася огъня си по „Куин Мери“. Концентрираният огън на „Зайдлиц“ и „Дерфлингер“ от дистанция около 13 200 – 13 400 м става пагубен за британския крайцер. Точната картина е невъзможно да се възстанови, но предполагаемо се случва следното. В 16:21 305-мм снаряд на „Дерфлингер“ попада в кула „Q“, изважда от строя дясното оръдие и води до запалването на разположените в бойното отделение заряди барут. В 16:26 залп ляга в района на носовите кули, пробивайки барбета на кула „B“. Има взрив на боезапаса, който разкъсва кораба на две в района на фокмачтата (според друга версия, взривът на боезапаса на кула „B“ става следствие на продължаващия пожар в зарядното отделение на 102-мм оръдия, който се прехвърля към погреб на 343-мм оръдия.). Облак дим и огън се издига на височина 1800 м. Носовата част потъва практически мигновенно, кърмовата част започва да се потъва, оголвайки винтовете. В този момент се случва още едно попадение в района на кула „Q“, което води до взрив на погребите. Корабът окончателно се скрива в дима.
Плаващият в килватера „Тайгър“ не успява да се отклони и преминава през облака дим. Неговата палуба и надстройки са засипани от обломки, а „Куин Мери“ вече не се вижда. Британският линеен крайцер потъва в течение на няколко минути. От неговия екипаж 17 души спасява от водата разрушителят „Лорел“, а още един – разрушителят „Петард“. Двама спасява по-късно германският миноносец „G8“. Заедно с крайцера загиват 1266 души от екипажа, в т.ч. 57 офицера.
През 2006 г. в навечерието на празниците за 90-годишнината от Ютландското сражение, обломките на всички 14 потопени по време на сражението британски кораба, включая „Куин Мери“, са приравнени към воинско погребение, и над тях е разпространено действието на Акта от 1986 г. за защита на воинските останки (Protection of Military Remains Act 1986). Обломките на кораба може да се оглеждат, но не бива да се пипат.

## Оценка на проекта
Всички британски крайцери с 343-мм оръдия обладават сходни характеристики и общи преимущества и недостатъци. В „Куин Мери“, както и при всички британски линейни крайцери, преобладава крайцерската съставляваща. Създаден съгласно концепцията на лорд Фишър „скоростта е най-добрата защита“, крайцерът обладава висока скорост и силно въоръжение от 343-мм оръдия. Обладавайки, освен голямата скорост и силното въоръжение, добра мореходност, тези крайцери са предназначени основно за разузнаване, борба с леките сили и рейдерите на противника. В боя с основните сили тяхната роля трябва да се ограничива до ролята на бързоходното крило – обхвата на главата на противника и довършване на изостаналите кораби, при минимално време на огневия контакт с равен противник.
По сравнение с 305-мм оръдейни крайцери от типовете „Инвинсибъл“ и „Индифатигъбъл“, 343-мм оръдейните крайцери имат значително по-добра защитеност. По-голямата част от корпуса е защитена от 280-мм снаряди. За това, в сравнение със съвременните им германски линейни крайцери от тип „Молтке“ и „Зайдлиц“, независимо от тяхното по-добро брониране, британските крайцери обладават неоспоримо преимущество. Боевете при Догер банк и Ютландското сражение показват, че „котките на адмирал Фишър“, обладавайки преимущество по скорост, могат да заставят на по-бавния противник да води бой на изгодна за тях дистанция, а при неблагоприятна ситуация да се откъснат от противника.
| Характеристики на артилерията на главния калибър, приета на въоръжение 1910 – 1913 г. | Характеристики на артилерията на главния калибър, приета на въоръжение 1910 – 1913 г. | Характеристики на артилерията на главния калибър, приета на въоръжение 1910 – 1913 г. | Характеристики на артилерията на главния калибър, приета на въоръжение 1910 – 1913 г. | Характеристики на артилерията на главния калибър, приета на въоръжение 1910 – 1913 г. |
| Оръдие                                                                                | 13.5″/45 Mark V                                                                       | 28 cm/50 SK L/50                                                                      | 30,5 cm/50 SK L/50                                                                    | 36 см/45 Тип 41                                                                       |
| ------------------------------------------------------------------------------------- | ------------------------------------------------------------------------------------- | ------------------------------------------------------------------------------------- | ------------------------------------------------------------------------------------- | ------------------------------------------------------------------------------------- |
| Калибър, мм                                                                           | 343                                                                                   | 280                                                                                   | 305                                                                                   | 356                                                                                   |
| Дължина на ствола, калибри                                                            | 45                                                                                    | 46,8 (50)                                                                             | 47,4 (50)                                                                             | 45                                                                                    |
| Носители                                                                              | „Куин Мери“                                                                           | „Молтке“ „Зайдлиц“                                                                    | „Дерфлингер“                                                                          | „Конго“                                                                               |
| Година на приемане на въоръжение                                                      | 1912                                                                                  | 1911                                                                                  | 1911                                                                                  | 1913?                                                                                 |
| Маса на бронебойния снаряд, кг                                                        | 635                                                                                   | 302                                                                                   | 405,5                                                                                 | 673,5                                                                                 |
| Начална скорост, м/с                                                                  | 759                                                                                   | 880                                                                                   | 855                                                                                   | 770                                                                                   |
| Дулна енергия, МДж                                                                    | 365,81                                                                                | 233,87                                                                                | 296,43                                                                                | 399                                                                                   |
| Скорострелност, изстрела в минута                                                     | 1,5 – 2                                                                               | 3                                                                                     | 2 – 3                                                                                 | 2                                                                                     |
| Максимална далечина на стрелбата, м (при ъгъл на възвишение на оръдието)              | 21 710 (20°)                                                                          | 18 100 (13,5°)                                                                        | 16 200 – 18 000 (13,5°) 20 400 (16°)                                                  | 25 000 (20°)                                                                          |
| Тип скрепяване на ствола                                                              | тел                                                                                   | цилиндри                                                                              | цилиндри                                                                              | тел                                                                                   |
| Тип на затвора                                                                        | бутален                                                                               | клиновиден                                                                            | клиновиден                                                                            | бутален                                                                               |
| Бронепробиваемост (по круповска стомано-никелова броня), мм                           |                                                                                       |                                                                                       |                                                                                       |                                                                                       |
| 25 каб. (4630 м)                                                                      | 505                                                                                   |                                                                                       | 490                                                                                   |                                                                                       |
| 50 каб. (9260 м)                                                                      | 398                                                                                   |                                                                                       | 358                                                                                   |                                                                                       |
| 75 каб. (13 890 м)                                                                    | 307                                                                                   |                                                                                       | 268                                                                                   |                                                                                       |
| 100 каб. (18 520 м)                                                                   | 247                                                                                   |                                                                                       | 202                                                                                   |                                                                                       |

Обаче отговорът на второто поколение британски крайцери стават трите германски линейни крайцера от типа „Дерфлингер“. Германските линейни крайцери, поради численото изоставане на флота на Германия от флота на Великобритания, специално са проектирани, в т.ч. и за участие в бой между главните сили. „Дерфлингер“, влязъл в строй година по-късно от „Куин Мери“, е въоръжен с 305-мм оръдия и при това е много добре защитен. Неговия 300-мм главен броневи пояс по дебелина е същия, както при съвременните му британски линкори от типовете „Орион“ и „Кинг Джордж V“, и няма сравнение с 229-мм пояс на „Куин Мери“. А 305-мм оръдия, независимо от по-малкия в сравнение с британските крайцери калибър, обладават прекрасни балистически характеристики. Отчитайки по-доброто качество на германските снаряди, немските инженери достатъчно обосновано смятат крайцера за еквивалент на 343-мм британски. При това той има практически същата скорост, която и британските линейни крайцери, и концепцията на Фишър спрямо него издиша. Преимуществото в бой на „Дерфлингер“ се характеризира от това обстоятелство, че той може да пробие и най-дебелата броня на британски крайцер от разстояние в 11 700 метра, а британския крайцер за това трябва да се приближи на разстояние от 7800 метра. Освен прекрасно организираната борба за живучест на кораба, германският крайцер също се отличава с добрата подводна защита. По протежение на броневия пояс при него има противоторпедна бронирана преграда с дебелина 50 мм. При „Куин Мери“ в подводната част има само броневи екрани в района на погребите за боезапаса. За това всички специалисти признават, че германските крайцери от типа „Дерфлингер“ са по-балансирани и по-добре приспособени за водене на линеен бой.
Още едно развитие на „Лайън“ стават японските крайцери от типа „Конго“. Проектът и първият крайцер в серията от четири кораба са създадени от британската компания „Викерс“. Всички технологии и чертежи са предадени на Япония, и по тях са построени още три кораба. Проектът на японския крайцер несъществено се различава от своя прототип. Крайцерите изначално са предназначени за боеве на големи дистанции. Японските крайцери са снабдени с по-мощни 356-мм оръдия, имащи задхоризонтна далечина на стрелбата. Освен това те са разположени и по-рационално. Между третата и четвъртата кула е махната кърмовата надстройка, което увеличава сектора на обстрел. Противоминната артилерия се състои от по-мощни 152-мм оръдия
Заедно с това следва да се отбележи, че и британците, и немците бъркат в своите довоенни предположения за дистанцията на воденето на артилерийския бой. В боя на дистанции над 100 каб. голяма роля играе хоризонталната защита, която и при „Дерфлингер“, и при „Куин Мери“ е недостатъчна. Също поради увеличилата се дистанция на боя фактически баласт се оказват торпедните апарати – независимо от голямото внимание, отделяно на този вид оръжие преди войната, по време на бойните действия нито линейните крайцери, нито линкорите нямат попадение с торпедо в противника. Анализирайки обстоятелствата около гибелта на „Куин Мери“, много специалисти също стигат до извода за това, че основните причини за неговата гибел става не толкова слабата защитеност на кулите на главния калибър (в Ютландското сражение германските линейни крайцери „Лютцов“, „Дерфлингер“ и „Зайдлиц“ също получават пробиване на кулите и барбетите със запалване на зарядите барут вътре в кулите), колкото от лошо организираната борба за живучест (в сходна ситуация при запалването на заряди екипажа на „Лайън“ успява да наводни погребите и да предотврати взрива), липсата на противопожарни завеси и взривоопасността на основното метателно вещество – кордита. В допълнение към това немците отчита опита от запалването на зарядите в кърмовите кули на „Зайдлиц“ в боя при Догер банк и предприемат мерки за намаляването на вероятността за подобно запалване, включително противопожарни завеси и намаляването на броя заряди, намиращи се в бойното отделение на кулите. Британците, след Догер банк, неудовлетворени от скорострелността на оръдията на главния калибър, напротив, решават да увеличат броя на зарядите, подготвени за изстрел и намиращи се в бойното отделение.
|                                       | „Куин Мери“                           | „Кинг Джордж V“                       | „Зайдлиц“                              | „Дерфлингер“                          | „Кайзер“                              | „Конго“                               |
| ------------------------------------- | ------------------------------------- | ------------------------------------- | -------------------------------------- | ------------------------------------- | ------------------------------------- | ------------------------------------- |
| Тип                                   | линеен крайцер                        | линкор                                | линеен крайцер                         | линеен крайцер                        | линкор                                | линеен крайцер                        |
| Година на залагане                    | 1911                                  | 1911                                  | 1911                                   | 1912                                  | 1909                                  | 1911                                  |
| Година на влизане в строй             | 1913                                  | 1912                                  | 1913                                   | 1914                                  | 1912                                  | 1913                                  |
| Размери, м                            | 214,4×27,1×8,5                        | 182,1×27,1×8,7                        | 200×28,5×9,09                          | 210×29×9,2                            | 172,4×29,0×8,3                        | 214,5×28×8,4                          |
| Водоизместимост нормална, т           | 27 200                                | 23 368                                | 24 988                                 | 26 600                                | 24 724                                | 27 940                                |
| Пълна, т                              | 32 160                                | 26 112                                | 28 550                                 | 31 200                                | 27 000                                | 32 715                                |
| Тип СУ                                | ПТ                                    | ПТ                                    | ПТ                                     | ПТ                                    | ПТ                                    | ПТ                                    |
| Мощност, к.с.                         | 75 000                                | 31 000                                | 63 000                                 | 63 000                                | 28 000                                | 64 000                                |
| Проектна скорост, въз.                | 27,5                                  | 21,7                                  | 26,5                                   | 26,5                                  | 21                                    | 27,5                                  |
| Максимална, въз.                      | 28,12                                 | 22,1 – 22,4                           | 28,1                                   | 25,5                                  | 21,7 – 23,1                           | 27,54                                 |
| Далечина, мили (на ход, въз.)         | 4970 (17,4) 5610 (10)                 | 4060 (18,15) 6730 (10)                | 4200 (14)                              | 5600 (14)                             | 7900 (12)                             | 8000 (10)                             |
| Брониране, мм                         |                                       |                                       |                                        |                                       |                                       |                                       |
| Пояс                                  | 229                                   | 305                                   | 300                                    | 300                                   | 350                                   | 203                                   |
| Палуба                                | 63                                    | 45 – 102                              | 50 – 80                                | 50 – 80                               | 60 – 100                              | 41 – 57                               |
| Кули                                  | 229                                   | 279                                   | 250                                    | 270                                   | 300                                   | 229                                   |
| Барбети                               | 229                                   | 254                                   | 230                                    | 260                                   | 300                                   | 254                                   |
| Рубка                                 | 254                                   | 279                                   | 300                                    | 300                                   | 350                                   | 254                                   |
| Схема на разположение на въоръженията |                                       |                                       |                                        |                                       |                                       |                                       |
| Въоръжение                            | 4×2×343-мм/45 16×1×102/50 4×1×47 4 ТА | 5×2×343-мм/45 16×1×102/50 4×1×47 3 ТА | 5×2×280-мм/50 12×1×150/45 12×1×88 4 ТА | 4×2×305-мм/50 14×1×150/45 8×1×88 4 ТА | 5×2×305-мм/50 14×1×150/45 8×1×88 5 ТА | 4×2×356-мм/45 16×1×152/50 8×1×76 8 ТА |

## Коментари
1. ↑  Всички данни са приведени към момента на влизане в строй.
2. ↑  В британския флот дебелината на бронирането традиционно се измерва в дюймове. Тук и нататък всички дебелини са преведени в метричната система за измерване, със закръгление до милиметър. Всъщност дебелина на пояса от 9 дюйма = 228,6 мм.
3. ↑  Звание в британския флот, еквивалентно на званието капитан 1-ви ранг.
4. ↑  Британските крайцери от второто поколение с 343-мм оръдия – „Лайън“, „Принцес Роял“, „Куин Мери“ и „Тайгър“ – поради използването в две от техните имена на хищници от семейството на котките получават в британския флот прякора „котки“ с добавяне на името на създателя на тяхната идея – адмирал Джон Фишър.
5. ↑  Данните за тези оръдия по състоянието към момента на Първата световна война са много малко, за това са приведени данните за снаряда тип 91, използван през Втората световна война.
6. ↑  Дължината на ствола, отнесена към калибъра на оръдието. Дадена според британската система, в която дължината се смята по канала на ствола. В Германия и Русия под дължина се разбира дължината от дулния срез до челото на затворното гнездо, за това тя е преизчислена според британската система, а в скобките е представена официалната цифра в националната система за измерване.
7. ↑  Разминаване според източника. Британските източници дават далечина от в 16 200 м, Стаф и Грьонер дават 18 000 м. След модернизацията през 1916 г. с увеличаването на ъгъла на възвишение до 16° всички източници дават далечина от в 20 400 м.
8. ↑  Максимален ъгъл на възвишение 25°.
9. ↑  Такава схема за поместване на оръдията на главния калибър и преход към 152-мм противоминни оръдия по-късно е реализиран и на британския крайцер „Тайгър“.
10. ↑  За британските кораби в източниците водоизместимостта се дава в дълги тона, за това тук то е преизчислено в метрични тонове.
11. ↑  Резултатът е показан на плитководната Белтска миля. Счита се, че на дълбока вода скоростта би била с 2 възела повече.